# Llibre Roig de Llengües Amenaçades
El Llibre Roig de les Llengües Amenaçades ha estat recollit per Tapani Salminen i publicat per la UNESCO, i recull una llista exhaustiva de llengües d'arreu del món amenaçades d'extinció. Hom pot consultar-la en línia i hi apareixen la majoria de les llengües parlades per pobles indígenes d'arreu del món. Tot i que es va actualitzar per darrer cop el 2003, la UNESCO ha publicat també un atles de les llengües del món en perill amb indicadors de vitalitat lingüística.